# Rhein (Schiff, 1899)
Das Kombischiff Rhein wurde 1899 von Blohm & Voss für den Norddeutschen Lloyd (NDL) und dessen kombinierten Passagier- und Fracht-Dienst nach Nordamerika gebaut. Sie war das zweite Schiff des NDL mit diesem Namen und wird daher oft als Rhein (II) bezeichnet.
Ihre Schwesterschiffe Main und Neckar wurden von Blohm & Voss beziehungsweise der Tecklenborg-Werft in Geestemünde geliefert. Es handelte sich um große Einschornsteinschiffe mit vier Masten.

## Geschichte

### Einsatz beim NDL
Die Rhein  startete am 9. Dezember 1899 ihre Jungfernfahrt von Bremerhaven nach New York. Am 6. Mai 1900 erfolgte erstmals eine Fahrt von Bremerhaven nach Baltimore.
Am 2. August 1900 fuhr die Rhein als größtes vom NDL eingesetztes Passagierschiff mit Truppen des Ostasiatischen Expeditionskorps zur Bekämpfung des Boxeraufstandes zusammen mit dem Hapag-Dampfer Adria (5.472 BRT) von Bremerhaven nach China ab. Insgesamt wurden 18 Passagierschiffe und 39 Frachter für die Überführung von Truppen und Material eingesetzt. Auch in späteren Jahren wurde die Rhein als Truppentransporter nach Ostasien eingesetzt: 1901, 1905 und 1908 wurden die Ablösungskontingente der Schiffsbesatzungen des deutschen Ostasiengeschwaders überführt.
Am 11. September 1901 machte die Rhein ihre erste von vier Reisen auf der Reichspostdampferlinie nach Australien. In der Regel war das Schiff allerdings in die USA unterwegs. 1906 wurde ihre Passagiereinrichtung verändert, um den Erfordernissen des Auswanderverkehrs besser gerecht zu werden. Die erste Klasse wurde abgeschafft und die Plätze in der zweiten Klasse auf 302 erhöht. Dazu kamen nun 2.774 Zwischendecksplätze. Der Auswandererverkehr in die USA blieb die Hauptaufgabe des Schiffes. Am 18. Mai 1911 wurde die Rhein erstmals nach Philadelphia eingesetzt. Im April 1914 lief sie zuletzt New York im Dienst des NDL an. Am 16. Juli 1914 verließ sie letztmals unter deutscher Flagge Bremerhaven und erreichte am 29. Juli ihr Ziel Baltimore.
Dort wurde das Schiff bei Kriegsbeginn aufgelegt und im April 1917 beim Kriegseintritt der USA beschlagnahmt, ebenso wie ihr Schwesterschiff Neckar.

### Unter US-amerikanischer Flagge
Als Susquehanna (Kennung ID-3016) wurde die ehemalige Rhein am 5. September 1917 von der US Navy in Dienst gestellt. Vor einem Einsatz mussten Schäden, verursacht durch Vernachlässigung während der dreijährigen Liegezeit aber auch durch Sabotage der deutschen Besatzung, beseitigt werden. Auf acht Reisen nach Frankreich transportierte die Susquehanna 18.348 Soldaten nach Europa. Nach dem Waffenstillstand vom November 1918 wurden auf sieben Reisen 15.537 Personen wieder in die USA zurückgebracht. Am 27. August 1919 wurde das Schiff außer Dienst gestellt, und das US Shipping Board suchte einen neuen Nutzer.

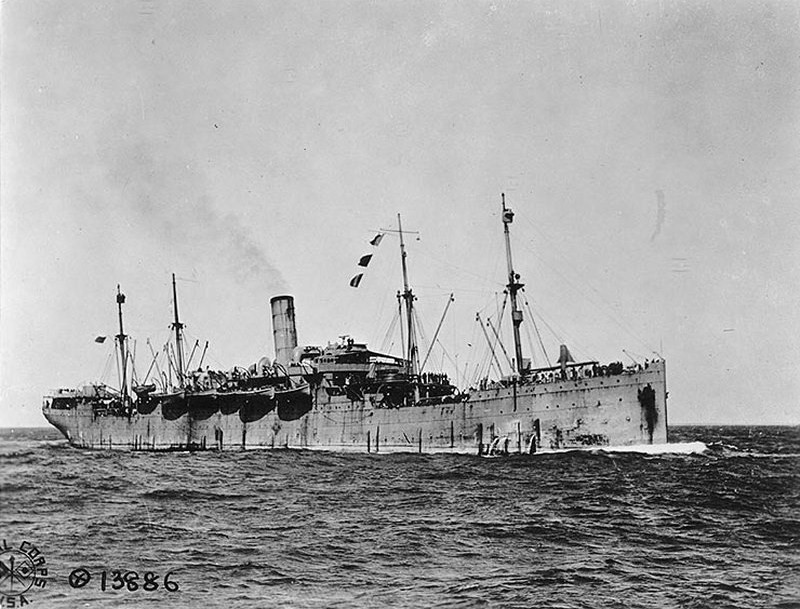
USS Susquehanna (ex Rhein)

Ziviler Nutzer der ehemaligen Rhein wurde die neue United States Mail Steamship Company, die die Susquehanna ab dem 4. August 1920 auf einer Linie von New York über Bremerhaven nach Danzig mit 500 Kabinenplätzen und 2.500 Plätzen III. Klasse einsetzte. Am 6. April 1921 ging sie zum sechsten und letzte Mal auf diese Route. Wie die meisten Schiffe der US Mail Line wurde auch die Susquehanna 1921 von der United States Lines übernommen. Sie wurde vom 4. März 1922 bis zum September 1922 noch für fünf Fahrten nach Plymouth, Cherbourg und Bremerhaven eingesetzt. Dann wurde das Schiff aufgelegt und im November 1928 nach Japan zum Abbruch verkauft.